# Baldhead Slick & da Click
Baldhead Slick & da Click – czwarty studyjny album amerykańskiego rapera Guru. Został wydany 25 września 2001 roku.

## Lista utworów
1. „Where’s Our Money?!” – 3:23
2. „Back 2 Back” (featuring Mendoughza) – 2:59
3. „Rollin’ Dolo” (featuring Ed OG, Big Shug & Krumbsnatcha) – 3:56
4. „No Surviving” – 3:31
5. „Underground Connections (featuring Ice-T & Suspectz) – 4:31
6. „Niggaz Know” (featuring Treach, Kaeson & Gold D) – 4:03
7. „In Here” (featuring Timbo King, Killah Priest & Black Jesus) – 4:34
8. „The Come Up” (featuring Kapital Gainz & Kreem.Com) – 3:39
9. „Cry” – 3:31
10. „O.G. Talk” (featuring Tef & Don Parmazhane) – 4:08
11. „Pimp Shit” (featuring Kaeson & Kreem.Com) – 4:56
12. „Never Ending Saga” (featuring Lae D-Trigga & Bless) – 4:19
13. „War Tactics” (featuring New Child, James Gotti & Hussein Fatal)(Prod by Infinite) – 4:26
14. „Collecting Props” (featuring Killa Kaine, Mr. Moe & Pete Powers) – 3:24
15. „Revolutionist” (featuring Squala Orphan & Blick Street) – 3:37
16. „No Grease” (featuring Mendoughza, New Child & Lae D-Trigga) – 3:37
17. „How You Gonna Be a Killa?” (featuring Smitty) – 3:31
18. „Stay Outta My Face” (featuring Big Shug & H.Stax) – 2:50
19. „The Anthem” – 3:01